# Lipoatrofia
La lipoatrofia consiste nella perdita localizzata di tessuto adiposo sottocutaneo ed è una forma di lipodistrofia.
Spesso è iatrogena ed insorge tipicamente nella sede di iniezione di medicamenti quali insulina, corticosteroidi, somatotropina, glatiramer acetato e inibitori nucleosidici della transcriptasi inversa (NRTI, utilizzati nella cura dell'AIDS).
Molto meno frequenti sono le forme primarie di lipoatrofia che caratterizzano il quadro clinico di malattie rare quali la lipodistrofia totale acquisita, o sindrome di Lawrence-Seip, e la sindrome di Barraquer-Simons.